# Texas Legends
Texas Legends is een Amerikaanse basketbalploeg uit Frisco opgericht in 2009 die uitkomt in de NBA G League.

## Geschiedenis
Nadat de Colorado 14ers verkocht werden en verhuisd naar Frisco in 2009 speelde de ploeg in het seizoen 2009/10 niet. Zij keerde een seizoen later terug onder de eerste vrouwelijke hoofdcoach Nancy Lieberman. Zij bereikte de eerste ronde van de play-offs waar verloren werd van de Tulsa 66ers. Ze werd een seizoen later opgevolgd door Del Harris. In 2012 werd Eduardo Nájera hoofdcoach en bleef dit voor drie seizoenen, de ploeg wist nooit de play-offs te bereiken.
In het seizoen 2015/16 was Nick Van Exel hoofdcoach maar ook hij bereikte de play-offs niet. Bob MacKinnon Jr. was eerder ook al de coach geweest van de 14ers en bereikte in zijn tweede seizoen 2017/18 de play-offs. Er werd verloren in de eerste ronde van de Rio Grande Valley Vipers. In het seizoen 2019/20 werd George Galanopoulos hoofdcoach. Zijn eerste seizoen werd ingekort en tweede seizoen namen de Legens geen deel aan de competitie. In zijn derde seizoen bij de club werden de kwartfinales bereikt. Ze wonnen eerst van de Birmingham Squadron maar verloren daarna van de Rio Grande Valley Vipers.
Voor de start van het seizoen 2023/24 werd Jordan Sears de nieuwe hoofdcoach. In zijn eerste seizoen slaagde de ploeg er niet in om de play-offs te bereiken.

## Erelijst
- All-NBA G League First Team: Joe Alexander (2011), Jameel Warney (2018), Moses Wright (2022)
- All-NBA G League Second Team: James Nunnally (2014), Johnathan Motley (2018)
- All-NBA G League Third Team: Antonio Daniels (2011), Sean Williams (2011, 2012), Eric Griffin (2015), Justin Jackson (2022), Carlik Jones (2022)

## Resultaten
| Seizoen | Wins                           | Verlies                        | Play-offs                      | Coach               |
| ------- | ------------------------------ | ------------------------------ | ------------------------------ | ------------------- |
| 2009/10 | Speelde niet                   | Speelde niet                   | Speelde niet                   | Speelde niet        |
| 2010/11 | 24                             | 26                             | eerste ronde                   | Nancy Lieberman     |
| 2011/12 | 24                             | 26                             |                                | Del Harris          |
| 2012/13 | 21                             | 29                             |                                | Eduardo Nájera      |
| 2013/14 | 24                             | 26                             |                                | Eduardo Nájera      |
| 2014/15 | 22                             | 28                             |                                | Eduardo Nájera      |
| 2015/16 | 23                             | 27                             |                                | Nick Van Exel       |
| 2016/17 | 25                             | 25                             |                                | Bob MacKinnon Jr.   |
| 2017/18 | 29                             | 21                             | eerste ronde                   | Bob MacKinnon Jr.   |
| 2018/19 | 16                             | 34                             |                                | Bob MacKinnon Jr.   |
| 2019/20 | 24                             | 19                             |                                | George Galanopoulos |
| 2020/21 | Speelde niet door coronacrisis | Speelde niet door coronacrisis | Speelde niet door coronacrisis | George Galanopoulos |
| 2021/22 | 19                             | 15                             | kwartfinale                    | George Galanopoulos |
| 2022/23 | 7                              | 25                             |                                | George Galanopoulos |
| 2023/24 | 18                             | 16                             |                                | Jordan Sears        |
| 2024/25 |                                |                                |                                | Jordan Sears        |

## Bekende (oud-)spelers
| - Josh Green - Maxime Carène - Dan Gadzuric - Salah Mejri - Jae Crowder | - Jahmal McMurray - Sean Singletary - E.J. Anosike - Mike James - Bobby Planutis |